# Sanbaiqian
Sanbaiqian is de verzamelnaam van de drie belangrijkste basisschoolboeken, die tot het einde van de Republiek China werden gebruikt. De boeken zijn sterk beïnvloed door het confucianisme. Er werd verwacht dat als basisschoolkinderen van school gingen, ze alle drie boeken uit hun hoofd kenden.
De drie schoolboeken zijn:
- Sanzijing
- Baijiaxing
- Qianziwen